# Basilique Sainte-Marie-de-la-Paix de Campagna
La basilique Sainte-Marie-de-la-Paix (en italien : Basilica concattedrale di Santa Maria della Pace) est le principal édifice religieux situé dans la ville de Campagna, province de Campanie en Italie du sud. Elle est cocathédrale de l'archidiocèse de Salerne-Campagna-Acerno et a le titre de basilique mineure.
Le bâtiment est structuré sur deux niveaux :
- au niveau supérieur, la basilique et cocathédrale Sainte-Marie-de-la-Paix ;
- dans le niveau inférieur se trouvent la chapelle de la Bienheureuse-Vierge-du-Mont-Carmel et le soccorpo[précision nécessaire] ;  les deux chapelles sont accessibles par un couloir communiquant, à travers le pont des Prêtres sur le fleuve Tenza, rue Molinari.

## Histoire
Construite à partir 1564 (les deux chapelles souterraines ont été achevées en 1634, avant la fin de la période Grimaldi de la ville), consacrée en 1683 et terminée en 1750, elle a toujours subi des modifications avec des apports artistiques et architecturaux Pour sa réalisation des matériaux d'anciens bâtiments furent réemployés.
À l'extérieur, la façade est de style Renaissance tardif. Le clocher, avec ses sept étages, fut endommagé par le tremblement de terre de 1694 et il fut donc en partie reconstruit avec une flèche au bulbe baroque. Le plan de la cathédrale possède trois nefs avec une croix latine. Parmi les œuvres les plus importantes conservées dans la cathédrale, se trouve l'orgue récemment restauré et la chaire en marbres polychromes du XVIIIe siècle, la statue de Sainte Marie de la Paix en pierre du XVe siècle, une Sainte Vierge avec Enfant en bois du XIVe siècle, la toile Santa Maria Domenica réalisée par Paolo De Matteis et un crucifix en bois de 4x3m du XVIIIe siècle, réalisé à Rome et lui aussi récemment restauré.

## Sources
- (it) Cet article est partiellement ou en totalité issu de l’article de Wikipédia en italien intitulé « Basilica concattedrale di Santa Maria della Pace » (voir la liste des auteurs).